# Ahmad Shah Bahadur

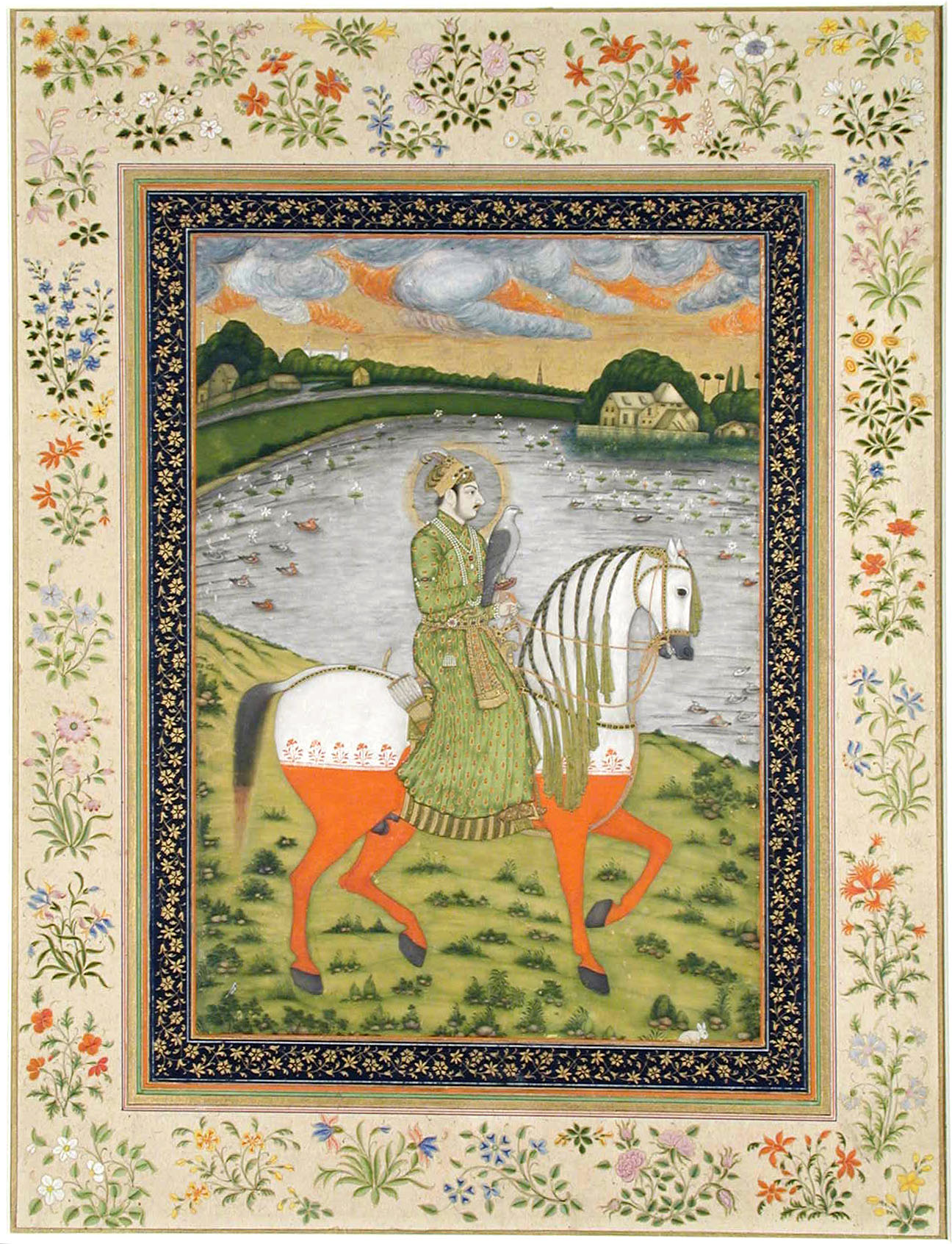
Ahmad Shah Bahadur te paard tijdens de jacht, miniatuurschildering rond 1750, collectie van het San Diego Museum of Art.

Ahmad Shah Bahadur Mujahiduddin Abu Nasr (Delhi, 23 december 1725 - aldaar, 8 oktober 1774) was padishah ("keizer") van het Mogolrijk tussen 1748 en 1754. Hij was de opvolger van Muhammad Shah en werd opgevolgd door Alamgir II. 
Ahmad Shah was een zoon van Muhammad Shah en diens vrouw Qudsia Begum. Na de dood van zijn vader kwam hij op voorspraak van zijn moeder op de troon. Qudsia Begum bleef zijn belangrijkste raadgever en was de feitelijke machthebber. Omdat de schatkist leeg was kon geen soldij uitbetaald worden en vonden in het leger muiterijen plaats. De militaire zwakte werd uitgebuit door de Afghaanse vorst Ahmed Shah Durrani, die in 1748 de Indusvallei binnenviel. Hoewel een Mogolleger de Afghanen aanvankelijk wist te verslaan, lukte het Durrani in 1750 de provincies Sindh en Gujarat in te nemen. De provincie Punjab had ondertussen te maken met opstanden van de sikhs. De Maratha's hadden Malwa en de Dekan in handen en vormden een voortdurende militaire bedreiging. Hoewel de lokale machthebbers in andere delen van India de keizer in naam als soeverein bleven noemen, ging de werkelijke invloed van het Mogolhof niet verder dan het gebied rondom de stad Delhi.
Aan het hof was ondertussen een machtsstrijd gaande tussen verschillende facties van hovelingen. Dit leidde in 1753 tot een burgeroorlog. Uiteindelijk werd de vizier Safdar Jung (de nawab van Avadh, een aanvoerder van de Turani factie) uit Delhi verjaagd door Ghaziuddin Imad ul-Mulk, een kleinzoon van de nizam van Haiderabad. De laatste liet de keizer de ogen uitsteken en gevangen zetten. Hij installeerde een marionet op de troon: Alamgir II, een achteroom van Ahmad Shah. Ahmad Shah overleed twintig jaar later in gevangenschap.
Babur · Humayun · Akbar · Jahangir · Shah Jahan · Aurangzeb 
Bahadur Shah I · Jahandar Shah · Farrukhsiyar · Rafi Ul-Darjat · Shah Jahan II · Muhammad Shah · Ahmad Shah Bahadur · Alamgir II · Shah Alam II · Akbar Shah II · Bahadur Shah II